# El pòquer de la mort
El pòquer de la mort (títol original: 5 Card Stud) és un western de misteri estatunidenc de 1968 dirigit per Henry Hathaway i protagonitzat per Dean Martin i Robert Mitchum. El guió està basat en una novel·la de Ray Gaulden i va ser escrit per Marguerite Roberts, qui també va escriure el guió de Valor de llei per a Hathaway l'any següent. Està doblada al català.

## Argument
El 1880, un jugador de la petita ciutat de Rincon, a 100 milles de Denver, Colorado, és atrapat fent trampes en una partida de pòquer. Els jugadors, liderats pel volàtil Nick Evers, agafen el jugador trampós per linxar-lo. Un dels jugadors, Van Morgan, intenta evitar que els altres administrin justícia de frontera, però no aconsegueix aturar l'assassinat. Morgan abandona la ciutat, però més tard torna quan s'assabenta que diversos dels altres jugadors de la partida de pòquer s'han convertit en víctimes d'assassinats horripilants.

## Repartiment
- Dean Martin com Van Morgan
- Robert Mitchum com Jonathan Rudd
- Inger Stevens com Lily Langford
- Roddy McDowall com Nick Evers
- Katherine Justice com Nora Evers
- John Anderson com Al Dana
- Ruth Springford com Mama Malone
- Yaphet Kotto com "Little George"
- Denver Pyle com Sig Evers
- Whit Bissell com Dr. Cooper
- Ted de Corsia com Eldon Bates
- Don Collier com Rowan
- Roy Jenson com Mace Jones

## Producció
La cançó dirigida per Rudd en el seu primer servei a Rincon és "Mercy's Call", un himne baptista de finals del segle XIX escrit per W.H. Doane .
Aquesta pel·lícula va marcar una de les aparicions finals d'Inger Stevens, i la segona vegada que Mitchum va interpretar un predicador poc ortodox (després de La nit del caçador de 1955). El pòquer de la mort va reunir el director Henry Hathaway i Dean Martin per segona vegada; la primera va ser la pel·lícula de 1965 The Sons of Katie Elder protagonitzada per John Wayne.

## Recepció
En una revisió contemporània per a The New York Times, el crític Vincent Canby va identificar El pòquer de la mort com un d'una sèrie recent de westerns "Buddy System" com El Dorado (1966) amb John Wayne i Mitchum; El camí de l'oest (1967) amb Kirk Douglas, Mitchum i Richard Widmark ; The War Wagon (1967) amb John Wayne i Kirk Douglas; Bandolero (1968) amb James Stewart i Dean Martin; i Villa Rides (1968) amb Yul Brynner, Mitchum i Charles Bronson. Canby va escriure: "Sense cap excepció important, tots aquests títols, històries i escenaris són intercanviables, per no parlar de les estrelles, algunes de les quals comencen a semblar com si haguessin sorgit d'ous de dinosaures... Buddy System Westerns. són d'alguna manera bàsicament suaus".